# Chairmen of the Board

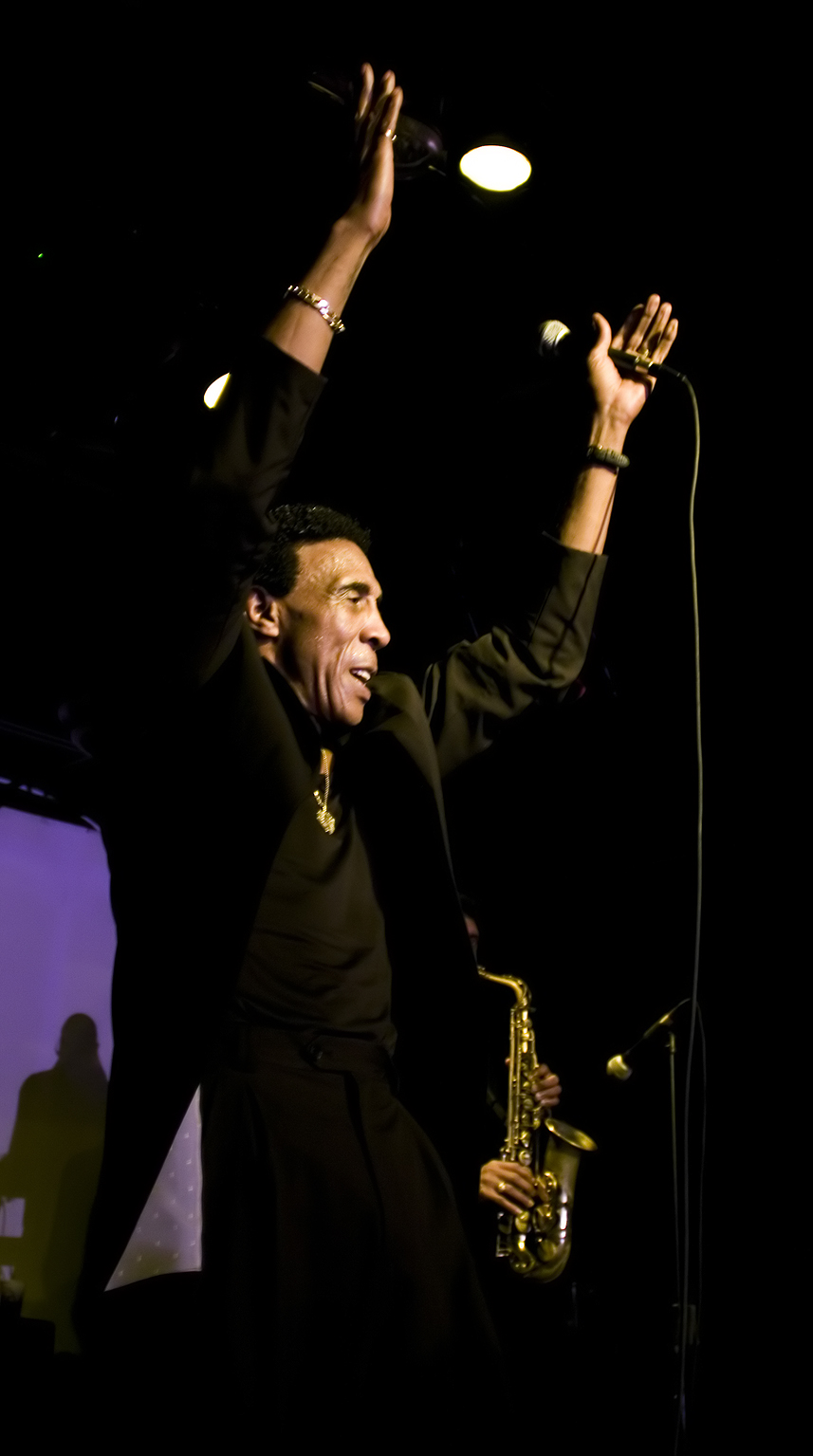
General Norman Johnson, membre de Chairmen of the Board, en 2007.

Chairmen of the Board est un groupe américain de musique soul formé en 1969 à Détroit et connu notamment pour son succès de 1970, Give Me Just a Little More Time.

## Membres

### Membres actuels
- Ken Knox
- Thomas Hunter

### Anciens membres
- General Johnson (décédé)
- Eddie Custis
- Harrison Kennedy
- Danny Woods
- Darryl Johnson
- Richard (Riche' Rich) Figueroa

## Albums
| 1970                                                                                              | The Chairmen of the Board 1 | 133 | 27 | - |
| 1970                                                                                              | In Session                  | 117 | 16 | - |
| 1972                                                                                              | Bittersweet                 | 178 | -  | - |
| 1973                                                                                              | Greatest Hits 2             | -   | -  | - |
| 1974                                                                                              | Skin I'm In                 | -   | 52 | - |
| 2006                                                                                              | Beach Music Anthology       | -   | -  | - |
| Notes: 1. Ressorti en tant que Give Me Just a Little More Time 1. Sorti uniquement au Royaume-Uni |                             |     |    |   |